# Critique de Lin Piao et de Confucius
 (août 2016).
Si vous disposez d'ouvrages ou d'articles de référence ou si vous connaissez des sites web de qualité traitant du thème abordé ici, merci de compléter l'article en donnant les références utiles à sa vérifiabilité et en les liant à la section « Notes et références ».

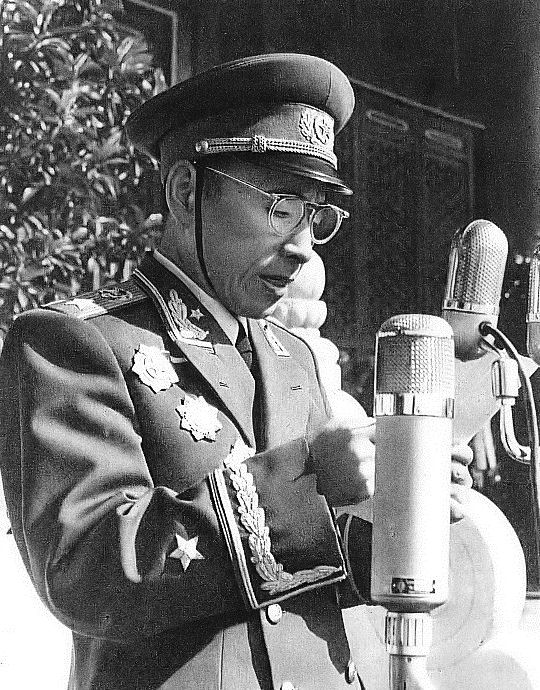
Lin Piao lors du défilé militaire marquant le 10e anniversaire de la fondation de la République populaire de Chine.

La campagne de critique de Lin Piao et de Confucius fut une propagande politique initiée en 1973 par Mao Zedong et sa femme, Jiang Qing. Ce fut une extension de la campagne anti-Lin Piao d'alors, et fut indirectement utilisée pour attaquer le premier ministre Zhou Enlai. Des universitaires comme Yang Rongguo ont relié Lin Biao et les autres dirigeants éjectés aux politiques confucianistes, les accusant de suivre sa philosophie. La trahison présumée de Lin Biao a été reliée à son ancien présumé équivalent moral. La tentative alléguée de Confucius de s'opposer au mouvement de l'histoire en soutenant les valeurs de la Société d'Esclave du Zhou occidental était un assaut allégorique sur la politique du Chef du gouvernement Zhou Enlai qui ont miné potentiellement le legs de la révolution culturelle. Il faisait partie d'une série de campagnes dans les dernières étapes de la révolution culturelle. 